# 이동훈 (1989년)
이동훈(李東勳, 1989년 4월 28일 ~ )은 KBO 리그의 의정부 신한대학교 피닉스의 외야수이다.

## 한국 프로야구 시절

### KIA 타이거즈시절
2013년에 동국대학교를 졸업하고 신고 선수 신분으로 입단했다.

## 한국 독립야구 시절

### 의정부 신한대학교 피닉스시절
2017년에 입단하였다.

## 출신 학교
- 인천동막초등학교
- 대헌중학교(현 재능중학교)
- 인천동산고등학교
- 동국대학교